# Isabelle Désert
Isabelle Désert, coniugata Ballarini (Morlaix, 31 luglio 1962), è un'ex cestista francese.

## Carriera
Con la Francia ha disputato due edizioni dei Campionati europei (1985, 1987).